# Сан Пиетро ин Амантеа
Сан Пиѐтро ин Амантѐа (на италиански: San Pietro in Amantea) е село и община в Южна Италия, провинция Козенца, регион Калабрия. Разположено е на 374 m надморска височина. Населението на общината е 505 души (към 2012 г.).